# Laguna de Duero
Laguna de Duero – gmina w Hiszpanii, w prowincji Valladolid, w Kastylii i León, o powierzchni 29,23 km². W 2011 roku gmina liczyła 22 455 mieszkańców.